# Provincia de In Guezzam
In Guezzam (en árabe: ولاية عين قزّام‎) es una provincia de recién creación en el extremo sur de Argelia que se creó el 18 de diciembre de 2019, luego de que el Gabinete de Argelia aprobara un proyecto de ley que creó 10 nuevas provincias en un movimiento inusual. Antes de eso, no hubo creación de provincias en Argelia durante 35 años. In Guezzam es la provincia más al sur y menos poblada de Argelia, ya que se encuentra a lo largo de la frontera con Níger, y tiene una población de 11.202 en los límites actuales según el censo de 2008. La capital de la provincia también se llama In Guezzam, ya que todas las provincias argelinas deben llevar el nombre de sus capitales.

## Historia
La creación de la provincia fue aprobada el 27 de mayo de 2015, y se confirmó el 26 de noviembre de 2019, implementándose al mes siguiente. Antes de 2019 formaba parte de la provincia de Tamanrasset.

## Divisiones administrativas
La provincia consta de 2 dairas, de las cuales ambas son coextensivas con las 2 comunas que son In Guezzam con una población de 7.045 en 2008, y Tinzaouten con una población de 4.157 en 2008. Los límites de la provincia son exactamente los mismos que los del antiguo distrito de In Guezzam que formaba parte de la provincia de Tamanrasset.
| Distrito   | Comuna     | Arábe      |
| ---------- | ---------- | ---------- |
| In Guezzam | In Guezzam | عين قزام   |
| Tinzaouten | Tinzaouten | تين زاوتين |